# 貝吹山城
貝吹山城（かいぶきやまじょう）は、和泉南郡八木郷（現・大阪府岸和田市池尻町）にあった日本の城（平山城、丘城）。

## 沿革

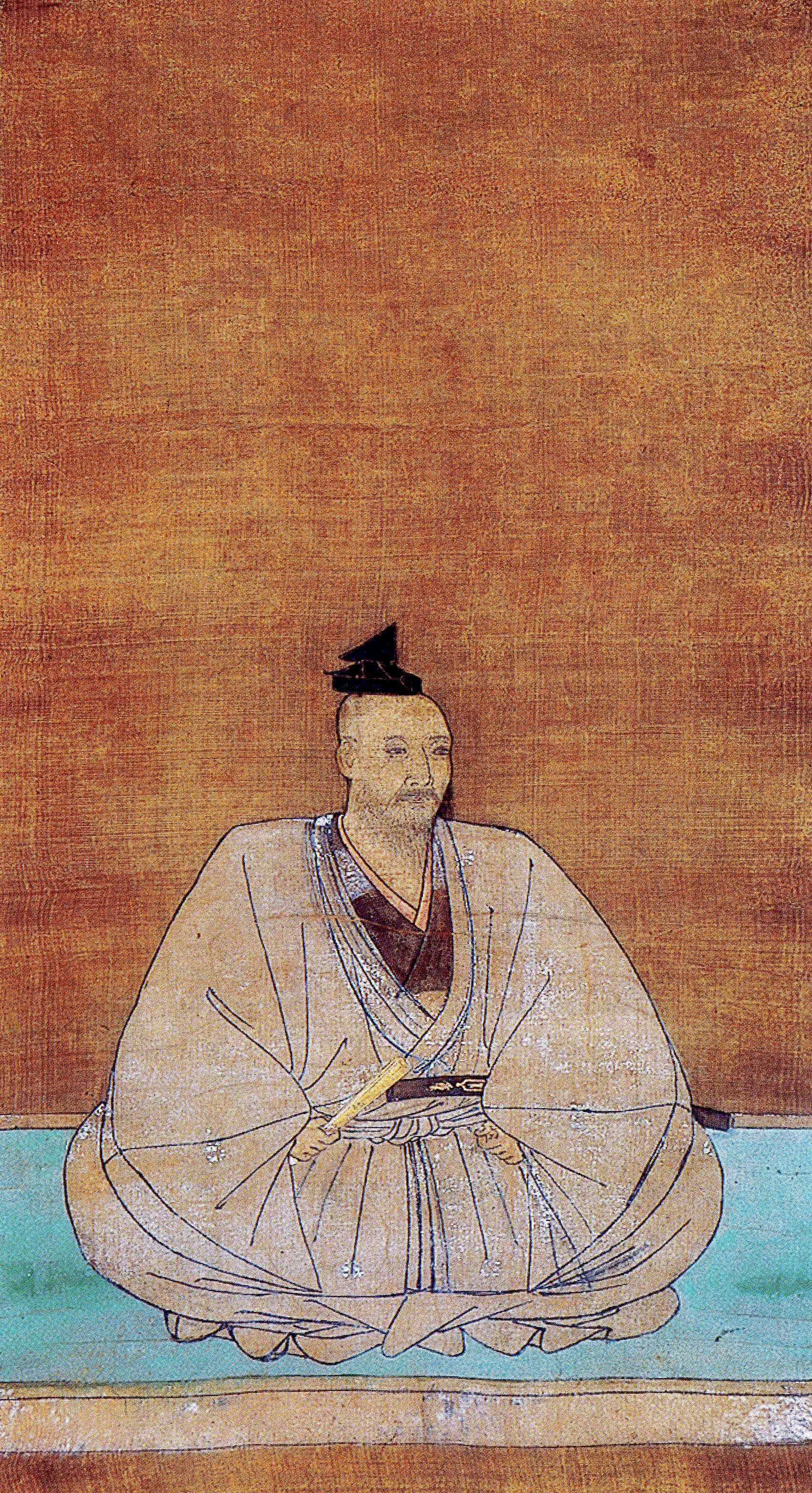
三好実休像/妙國寺蔵

貝吹山古墳は、行基が開基したとの伝承がある久米田寺のすぐ隣に位置する。そのことより貝吹山古墳には久米田寺との縁が深い橘諸兄の墓ではないかという古くからの伝承があり、諸兄塚とも呼ばれる。永禄4年（1561年）から翌永禄5年（1562年）に行われた久米田の戦いで三好実休の陣所となる。この戦いでは、高屋城を追われた畠山高政が再起を期して下向先の紀伊から三好勢を攻め、この戦いで実休は戦死する。貝吹山という地名は陣貝を吹いた事が由来ではないかと伝承がある。また、「三好実休、因冢為固、以攻畠山高政」(『和泉志』)とあったり、「三好実休阿波より久米田山に越、橘諸兄卿の御廊を城郭に構へ、一ヶ年ほど居住之由云々」(『泉南記要』)とあり貝吹山古墳に実休が陣城を築いたと伝えられていた。平成4年（1992年）から平成7年（1995年）に岸和田市教育委員会と立命館大学が共同で発掘調査をした。それによると湊焼、羽釜片などの中世遺物が出土し、それに伴う城郭跡である横堀遺構が発掘され、貝吹山古墳が陣城として築かれた事が実証された。

## 城郭

前方後円墳 模式図

貝吹山古墳は全長約130m、最長部は標高44m、比高8mで前方が北西に向けている前方後円墳である。この城は、南東に熊野街道があり約500mの地点に位置する。紀伊国の繋がる熊野街道を押さえ、また約3km西には岸和田城があり、後詰とする最適な場所となる。貝吹山古墳の後円部は三段構成となっており、最上段が主郭と考えられている。貝吹山古墳の傾斜面の裾の近くに断面がＶ字をした溝が四カ所検出され、これが主郭部分を防備する横堀と考えられている。横堀が段築の平坦地ではなく傾斜面に作られているという点も注目されている。前方部は横堀と土塁の組み合わせで防御していた事が報告されており、後円部も同様の普請であったと考えられている。前方部は削平されており、陣城に伴う削平し曲輪として活用していたと考えられるが、築城以前に阿弥陀堂が建っていたとう伝承があり、築城前にもすでに削平されていた可能性がある。また主郭部分と前方部は堀切で分断されている。

後円部の周囲には、土橋で区切られた濠が廻っている。土橋と濠は古墳時代からの形状であったと考えられるが、城郭の防御ラインとしても使用されていた。しかし、土橋部分の防御施設や土橋から主郭までの動線については現状では不明である。発掘調査は部分的なトレンチ調査だけとなっており、城郭の全容を明らかにするまでには至っていない。
|  |  |  |

## 城跡へのアクセス
- 電車でのアクセス 
  - 西日本旅客鉄道（JR西日本）阪和線「久米田駅」→東方向に徒歩約1km
- 車でのアクセス 
  - 阪神高速4号湾岸線岸和田北出入口→大阪府道204号→大阪府道231号→大阪府道30号→大阪府道40号
  - 久米田寺に参拝者用の無料駐車場有